# 蘇牟龍科
蘇牟龍科（學名：Shuvosauridae）是伪鳄类波波龍超科的一個科，由薩克·查特吉（Sankar Chatterjee）在1993年根據蘇牟龍所建立。化石發現於美國、阿根廷，地質年代相當於三疊紀晚期的卡尼階到瑞替階。
在2007年，S. Nesbitt發現波波龍科的靈鱷非常類似蘇牟龍。同時，S. Nesbitt證實蘇牟龍與查特吉鱷是同一種動物，並與靈鱷、南美洲的岩鱷構成一個演化支，而該演化支屬於波波龍超科。儘管查特吉鱷不再是個有效的屬名，但R.A. Long與P.A. Murray在1995年根據查特吉鱷命名了查特吉鱷科（Chatterjeeidae）。蘇牟龍科與查特吉鱷亞科的範圍相同。根據國際動物命名委員會的優先權命名規則，蘇牟龍亞科較早被命名，因此具有優先權。在2011年，S. Nesbitt提出蘇牟龍科的定義：包含蘇牟龍、岩鱷在內的最小演化支。